# Жареная сельдь в маринаде

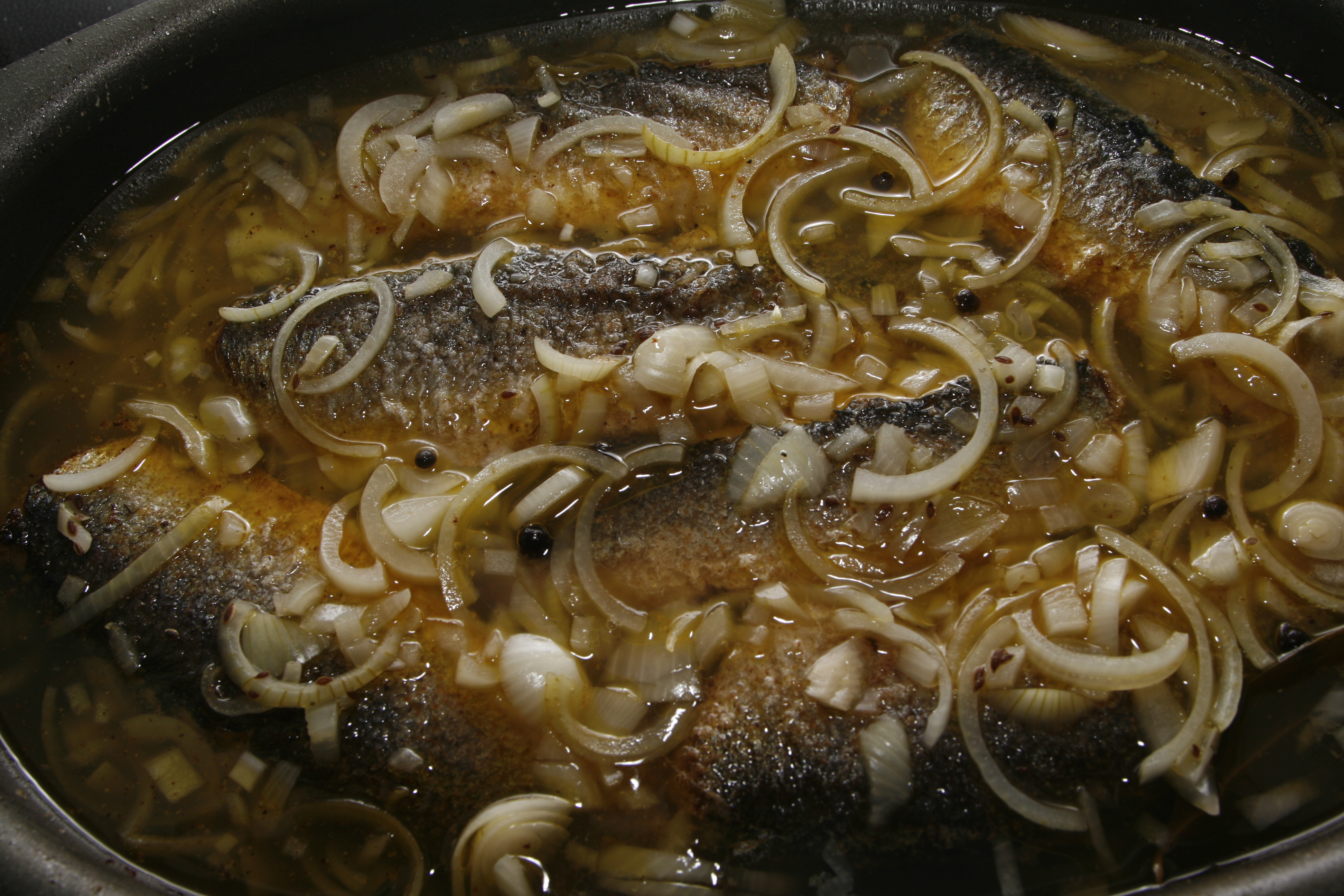
Жареная сельдь в маринаде

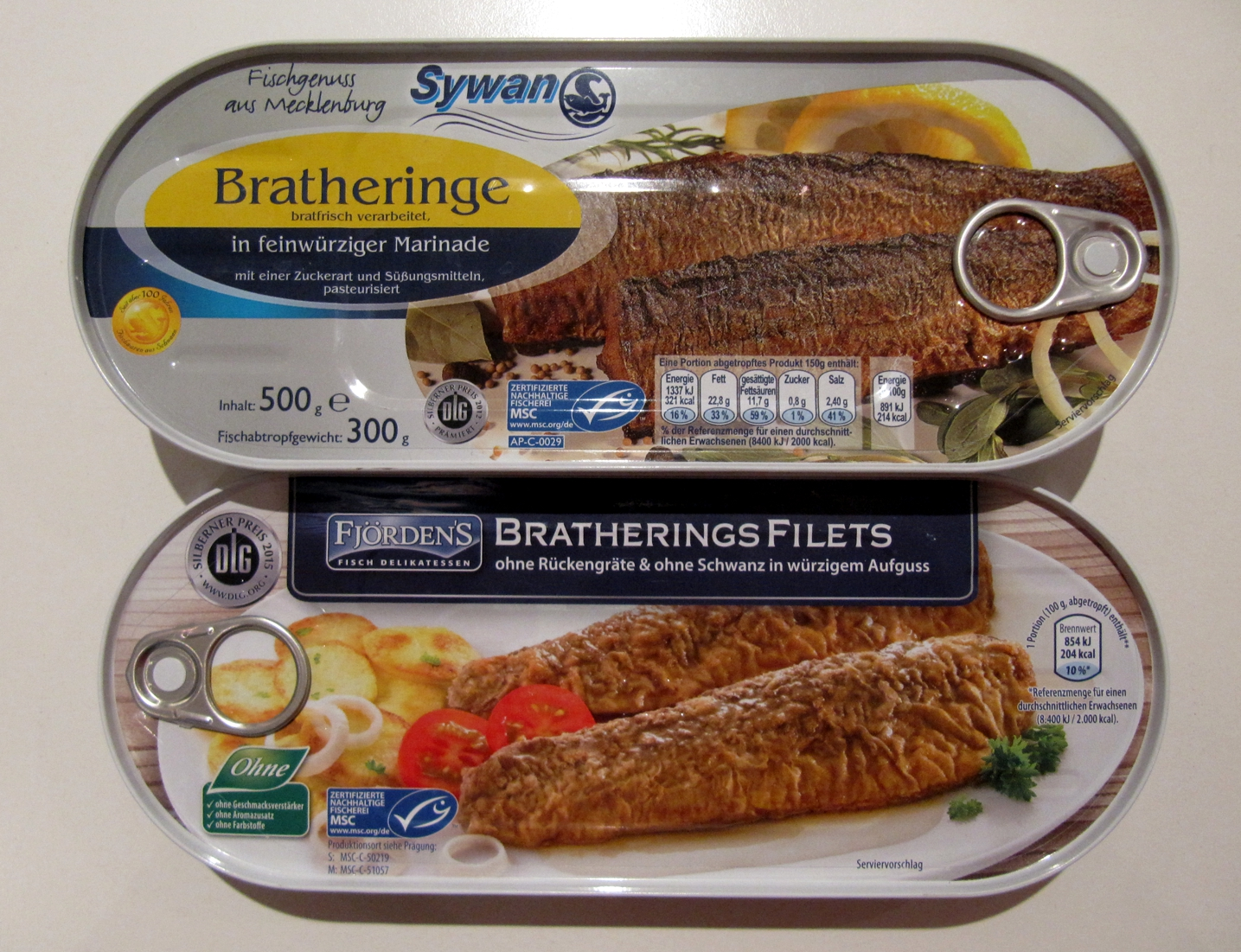
Консервированная жареная сельдь в маринаде

Жареная сельдь в маринаде (бра́тхеринг, нем. Brathering) — рыбное блюдо немецкой кухни из жареной, а затем маринованной свежей сельди.
Обезглавленную потрошёную и очищенную от чешуи свежую сельдь приправляют, обваливают в муке и жарят до коричневого цвета в растительном масле или запекают. Маринад из воды и уксуса с добавлением колец репчатого лука, лаврового листа и других пряностей (например, горчицы, гвоздики и чёрного перца в зёрнах) доводят до кипения, затем в остывший маринад можно добавить укроп, кориандр и фенхель. Жареную сельдь маринуют в течение нескольких дней. Перед едой крупные кости удаляют, а тонкие косточки в кислом маринаде растворяются и почти не заметны при еде. Братхеринг едят в бутербродах с чёрным хлебом и сливочным маслом, сервируют с жареным картофелем, картофельным пюре или картофелем в мундире. Маринованную жареную сельдь можно хранить в холоде в течение двух недель. В Германии консервированный братхеринг поступает в продажу как кулинарный полуфабрикат.
Известен исторический анекдот о том, как лечился Мартин Лютер. Со слов его друга и лейб-медика курфюрста доктора Маттеуса Ратцебергера, реформатор как-то тяжело заболел, но не потерял аппетита и попросил жену Катарину быстрее подать ему жареную сельдь с холодным гороховым пюре и горчицей, чем привёл врачей в полное замешательство, но на следующий день он уже работал за письменным столом.